# Sostituzioni di Eulero
Le sostituzioni di Eulero sono un metodo per calcolare gli integrali della forma
{\displaystyle \int R(x,{\sqrt {ax^{2}+bx+c}})\,dx,}
dove {\displaystyle R} è una funzione razionale di {\displaystyle x} e {\displaystyle {\sqrt {ax^{2}+bx+c}}} . In tali casi, la funzione integranda può essere trasformata in una funzione razionale mediante le sostituzioni di Eulero.

## Prima sostituzione di Eulero
La prima sostituzione di Eulero viene utilizzata quando {\displaystyle a>0}. Si pone
{\displaystyle {\sqrt {ax^{2}+bx+c}}=\pm x{\sqrt {a}}+t}
e si risolve l'espressione risultante per {\displaystyle x}. Risulta {\displaystyle x={\frac {c-t^{2}}{\pm 2t{\sqrt {a}}-b}}} e dunque il differenziale {\displaystyle dx} è esprimibile come funzione razionale di {\displaystyle t}.
In questa sostituzione è possibile scegliere sia il valore positivo sia quello negativo per la radice.

## Seconda sostituzione di Eulero
Se {\displaystyle c>0}, poniamo
{\displaystyle {\sqrt {ax^{2}+bx+c}}=xt\pm {\sqrt {c}}.}
Risolvendo per {\displaystyle x} come sopra si trova {\displaystyle x={\frac {\pm 2t{\sqrt {c}}-b}{a-t^{2}}}.}
Anche qui è possibile scegliere entrambi i valori per la radice.

## Terza sostituzione di Eulero
Se il polinomio {\displaystyle ax^{2}+bx+c} ha radici reali {\displaystyle \alpha } e {\displaystyle \beta }, si pone {\displaystyle {\sqrt {ax^{2}+bx+c}}={\sqrt {a(x-\alpha )(x-\beta )}}=(x-\alpha )t}. Da qui si ottiene {\displaystyle x={\frac {a\beta -\alpha t^{2}}{a-t^{2}}},} e anche in questo caso è possibile esprimere l'integranda come funzione razionale di {\displaystyle t}.

## Esempi di utilizzo

### Prima sostituzione di Eulero
Nell'integrale {\displaystyle \int \!{\frac {\ dx}{\sqrt {x^{2}+c}}}} possiamo usare la prima sostituzione e porre {\displaystyle {\sqrt {x^{2}+c}}=-x+t}, da cui
{\displaystyle x={\frac {t^{2}-c}{2t}},\quad \quad \ dx={\frac {t^{2}+c}{2t^{2}}}\,\ dt,}
{\displaystyle {\sqrt {x^{2}+c}}=-{\frac {t^{2}-c}{2t}}+t={\frac {t^{2}+c}{2t}}.}
Di conseguenza, otteniamo:
{\displaystyle \int {\frac {\ dx}{\sqrt {x^{2}+c}}}=\int {\frac {\frac {t^{2}+c}{2t^{2}}}{\frac {t^{2}+c}{2t}}}\,\ dt=\int \!{\frac {\ dt}{t}}=\ln |t|+C=\ln |x+{\sqrt {x^{2}+c}}|+C.}
I casi {\displaystyle c=\pm 1} corrispondono ai noti risultati:
{\displaystyle {\begin{aligned}\int {\frac {\ dx}{\sqrt {x^{2}+1}}}&=\mathrm {arsinh} (x)+C\\[6pt]\int {\frac {\ dx}{\sqrt {x^{2}-1}}}&=\mathrm {arcosh} (x)+C,\qquad {\text{per }}x>1.\end{aligned}}}
Un altro esempio: per trovare il valore di
{\displaystyle \int {\frac {1}{x{\sqrt {x^{2}+4x-4}}}}dx,}
usando la prima sostituzione di Eulero poniamo {\displaystyle {\sqrt {x^{2}+4x-4}}={\sqrt {1}}x+t=x+t}. Elevando al quadrato entrambi i lati dell'equazione si ottiene {\displaystyle x^{2}+4x-4=x^{2}+2xt+t^{2}}, per cui si annullano i termini in {\displaystyle x^{2}}. Risolvendo rispetto a {\displaystyle x} si ottiene
{\displaystyle x={\frac {t^{2}+4}{4-2t}}.}
Da qui troviamo la relazione tra i differenziali {\displaystyle dx} e {\displaystyle dt}:
{\displaystyle dx={\frac {-2t^{2}+8t+8}{(4-2t)^{2}}}dt.}
Di conseguenza,
{\displaystyle {\begin{aligned}\int {\frac {dx}{x{\sqrt {x^{2}+4x-4}}}}&=\int {\frac {\frac {-2t^{2}+8t+8}{(4-2t)^{2}}}{({\frac {t^{2}+4}{4-2t}})({\frac {-t^{2}+4t+4}{4-2t}})}}dt\\[6pt]&=2\int {\frac {dt}{t^{2}+4}}=\arctan \left({\frac {t}{2}}\right)+C&&(t={\sqrt {x^{2}+4x-4}}-x)\\[6pt]&=\arctan \left({\frac {{\sqrt {x^{2}+4x-4}}-x}{2}}\right)+C.\end{aligned}}}

### Seconda sostituzione di Eulero
Nell'integrale
{\displaystyle \int \!{\frac {dx}{x{\sqrt {-x^{2}+x+2}}}},}
possiamo usare la seconda sostituzione e porre{\displaystyle {\sqrt {-x^{2}+x+2}}=xt+{\sqrt {2}}}. Segue
{\displaystyle x={\frac {1-2{\sqrt {2}}t}{t^{2}+1}},\qquad dx={\frac {2{\sqrt {2}}t^{2}-2t-2{\sqrt {2}}}{(t^{2}+1)^{2}}}dt}
e
{\displaystyle {\sqrt {-x^{2}+x+2}}={\frac {1-2{\sqrt {2t}}}{t^{2}+1}}t+{\sqrt {2}}={\frac {-{\sqrt {2}}t^{2}+t+{\sqrt {2}}}{t^{2}+1}}.}
Di conseguenza, otteniamo:
{\displaystyle {\begin{aligned}\int {\frac {dx}{x{\sqrt {-x^{2}+x+2}}}}&=\int {\frac {\frac {2{\sqrt {2}}t^{2}-2t-2{\sqrt {2}}}{(t^{2}+1)^{2}}}{{\frac {1-2{\sqrt {2}}t}{t^{2}+1}}{\frac {-{\sqrt {2}}t^{2}+t+{\sqrt {2}}}{t^{2}+1}}}}dt\\[6pt]&=\int \!{\frac {-2}{-2{\sqrt {2}}t+1}}dt={\frac {1}{\sqrt {2}}}\int {\frac {-2{\sqrt {2}}}{-2{\sqrt {2}}t+1}}dt\\[6pt]&={\frac {1}{\sqrt {2}}}\ln {\Biggl |}2{\sqrt {2}}t-1{\Biggl |}+C={\frac {\sqrt {2}}{2}}\ln {\Biggl |}2{\sqrt {2}}{\frac {{\sqrt {-x^{2}+x+2}}-{\sqrt {2}}}{x}}-1{\Biggl |}+C.\end{aligned}}}

### Terza sostituzione di Eulero
Per calcolare
{\displaystyle \int \!{\frac {x^{2}}{\sqrt {-x^{2}+3x-2}}}\ dx,}
possiamo usare la terza sostituzione e porre{\displaystyle {\sqrt {-(x-2)(x-1)}}=(x-2)t}. Ne segue
{\displaystyle x={\frac {-2t^{2}-1}{-t^{2}-1}},\qquad dx={\frac {2t}{(-t^{2}-1)^{2}}}\,\ dt}
e
{\displaystyle {\sqrt {-x^{2}+3x-2}}=(x-2)t={\frac {t}{-t^{2}-1}}.}
Di conseguenza,
{\displaystyle \int {\frac {x^{2}}{\sqrt {-x^{2}+3x-2}}}\ dx=\int {\frac {({\frac {-2t^{2}-1}{-t^{2}-1}})^{2}{\frac {2t}{(-t^{2}-1)^{2}}}}{\frac {t}{-t^{2}-1}}}\ dt=\int {\frac {2(-2t^{2}-1)^{2}}{((-t^{2}-1)^{2})^{3}}}\ dt.}
L'ultimo termine è l'integrale di una funzione razionale, che può essere calcolato coi metodi usuali per la risoluzione di integrali di funzioni razionali.

## Generalizzazioni
Le sostituzioni di Eulero possono essere generalizzate facendo uso dei numeri immaginari. Ad esempio, nell'integrale {\displaystyle \textstyle \int {\frac {dx}{\sqrt {-x^{2}+c}}}}, può essere utilizzata la sostituzione {\displaystyle {\sqrt {x^{2}+c}}=\pm ix+t}. Le estensioni ai numeri complessi consentono di utilizzare ogni tipo di sostituzione di Eulero indipendentemente dal segno dei coefficienti del polinomio sotto radice.
Le sostituzioni di Eulero possono inoltre essere generalizzate agli integrali della forma:
{\displaystyle \int R_{1}{\Big (}x,{\sqrt {ax^{2}+bx+c}}{\Big )}\,\log {\Big (}R_{2}{\Big (}x,{\sqrt {ax^{2}+bx+c}}{\Big )}{\Big )}\,dx,}
dove {\displaystyle R_{1}} e {\displaystyle R_{2}} sono funzioni razionali di {\displaystyle x} e {\displaystyle {\sqrt {ax^{2}+bx+c}}}. Questo integrale può essere trasformato dalla sostituzione {\displaystyle {\sqrt {ax^{2}+bx+c}}={\sqrt {a}}+xt} in un altro integrale
{\displaystyle \int {\tilde {R}}_{1}(t)\log {\big (}{\tilde {R}}_{2}(t){\big )}\,dt,}
dove {\displaystyle {\tilde {R}}_{1}(t)} e {\displaystyle {\tilde {R}}_{2}(t)} sono funzioni razionali della sola variabile {\displaystyle t} . In linea di principio, fattorizzazione e decomposizione in fratti semplici possono essere impiegate per scomporre l'integrale in termini semplici: questi ultimi possono essere integrati analiticamente mediante l'uso della funzione dilogaritmo.